# Первомайский (Первомайский район, Оренбургская область)
Первома́йский — посёлок в Оренбургской области. Административный центр Первомайского района. Образует Первомайский сельсовет.

## География
Расположен на берегу реки Чаган, на трассе Р246 «Бугульма—Уральск», в 360 км от областного центра — г. Оренбурга, сообщение с которым осуществляется по автодороге. От Самары посёлок удалён на 230 км и от Бузулука — на 114 км.

## История
31 августа 1957 года было решено перенести районный центр Тепловского района в новый посёлок, поскольку Тепловка часто затапливалась во время паводков. Первомайский был построен к 1962 году. Участие в строительстве принимали комсомольцы, приехавшие из других частей страны.
21 мая 1962 года Первомайский стал центром Первомайского района.
Посёлок получил название по празднику Первое Мая.

## Население
| 1970  | 1979  | 1989  | 2002  | 2010  | 2012  | 2013  |
| ----- | ----- | ----- | ----- | ----- | ----- | ----- |
| 3841  | ↗4374 | ↘4025 | ↗6576 | ↘6346 | ↗6492 | ↗6591 |
| 2014  | 2015  | 2016  | 2017  | 2018  | 2019  | 2020  |
| ↗6631 | ↗6771 | ↗6822 | ↗6847 | ↘6824 | ↘6798 | ↘6727 |
| 2021  |       |       |       |       |       |       |
| ↘5959 |       |       |       |       |       |       |